# Ernesto Vitolo
Ernesto Vitolo (Napoli, 30 agosto 1955) è un compositore e polistrumentista italiano.

## Biografia
Pianista, tastierista, hammondista e compositore. Autodidatta, polistrumentista, inizia a suonare la fisarmonica a 6 anni, a 9 il violino, a 11 il pianoforte. Si avvicina poi all'Organo Hammond, che lo porta a esibirsi a 12 anni nei clubs locali. A 14 anni suona nel gruppo rock dei Faget. Si diploma in Solfeggio e Teoria Musicale nel 1975 e si dedica allo studio della Composizione per tre anni con il M° Bruno Mazzotta. La sua carriera professionale inizia ufficialmente nel 1971, come organista nel gruppo di Rocky Roberts.
Il suo album di esordio è "Un 33 targato NA" (1972) del gruppo capitanato da Alfredo Calfizzi La Nuova Generazione, del quale Ernesto Vitolo è tastierista per due anni.
Dal 1976 nella band di Tony Esposito e innumerevoli concerti con Gigi De Rienzo, Bob Fix e Karl Potter registra nel 1977 "Gente distratta" (Numero1) e nel 1978  "La banda del sole" (Polygram) scrivendo anche alcuni brani.
È stato componente del gruppo Crisalide (gruppo musicale) insieme al batterista Mauro Spina e al bassista Stefano Cerri. 
Dalla fine degli anni settanta inizia collaborazioni, in studio e dal vivo con numerosi artisti italiani, tra cui Pino Daniele, Edoardo Bennato, Vasco Rossi, Teresa De Sio, Eugenio Finardi, Eduardo De Crescenzo, Nino Buonocore, Renato Zero, Mia Martini, Marina Rei, Mango, Giorgia, Irene Grandi, Tony Esposito, Andrea Mingardi, Roy Paci. Con Pino Daniele, in particolare, inizia una lunga collaborazione durata fino agli ultimi concerti prima della morte del chitarrista partenopeo e partecipa ad alcuni dei suoi album più importanti, tra cui Nero a metà.
Con la De Sio è in tour per un lungo periodo. Nel 1986 partecipa all'album Toledo & Regina (in collaborazione con Paul Buckmaster) e scrive ed arrangia alcuni brani per il successivo disco della cantante, Sindarella Suite.
Per molti anni accompagna dal vivo anche Eduardo De Crescenzo, per il quale scrive i brani Canzone nuova e No missing (rispettivamente negli album C'è il sole e La vita è un'altra).
Nel 1986 partecipa a New York, all'Apollo Theater, all'evento "Harlem meets Naples" assieme a Edoardo Bennato, Tony Esposito, James Senese, Tullio De Piscopo e Gennaro Venditto. Nel 1992 incide per la BMG/RCA con l'aiuto del suo amico e coproduttore Salvatore Frustàci il primo disco a suo nome, dal titolo "Piano&Bit" che vede la collaborazione di numerosi altri musicisti, tra i quali Toots Thielemans e Mike Stern. 
Replica nel 2005 con il suo secondo lavoro Vintage Hands e nel 2006 va in tour con Edoardo Bennato ed Alex Britti.
Nel 2011 partecipa con il gruppo Napoli Centrale a Passione, film di John Turturro e nello stesso anno pubblica il suo terzo lavoro, il suo primo album live, dal titolo Vitologic.
Nel 2008 partecipa al progetto Ricomincio da 30 di Pino Daniele con la band storica di Nero a metà. A partire dal primo concerto evento dell'8 luglio 2008 a Piazza del Plebiscito ha proseguito questa collaborazione fino al 2014 con lo spettacolo Tutta n'ata storia.
Dall'inizio degli anni '90 fino alla fine del 2019 collabora per quasi un trentennio dal vivo e in studio con qualche alternanza di formazionie e di musicisti, con James Senese, Franco Del Prete e Napoli Centrale, continuando a lavorare al suo progetto Mediterranean Jazz/Rock 4Tet e Hammond Duo con le cantanti Virginia Sorrentino e Gabriella Rinaldi dal quale nascerà l'Album live "VITOLOGIC" (2010 Polosud.
Nel 2009 e 2014 ha partecipato al progetto di beneficenza REGGAE 4 SHASHAMENE (vol. I e vol. II), iniziativa promossa da Elio Fioretti per l'Axum di Messina (Associazione di Amicizia e Cooperazione Italia-Etiopia) insieme ad altri artisti italiani e stranieri, tra cui Ciccio Merolla, Franco del Prete, Rino Calabritto, Sir Oliver Skardy, Davide Cantarella, Madi Simmon, ecc., gli artisti etiopi Aster Aweke, Zeleke Gessese, Teddy Afro nonché il gruppo molisano Noflaizone.
Dal 2015 da un'idea del pianista Simone Sala partecipa come ospite al progetto Un'Orchestra per Pino Daniele, con un organico di 27 elementi, diretta dal M° Antonello Capuano. Contemporaneamente è ospite del progetto "Pino Daniele Opera" con un'orchestra da camera diretta dal M° Paolo Raffone con la voce di Michele Simonelli.
È considerato uno dei maggiori suonatori di Organo Hammond oggi in Italia, oltre che uno dei tastieristi più apprezzati dal panorama musicale italiano.

## Discografia

### Album da solista
- 1992 - Piano & Bit (BMG/RCA)
- 2006 - Vintage Hands (Hullabaloo)
- 2010 - Vitologic (Polosud Records)

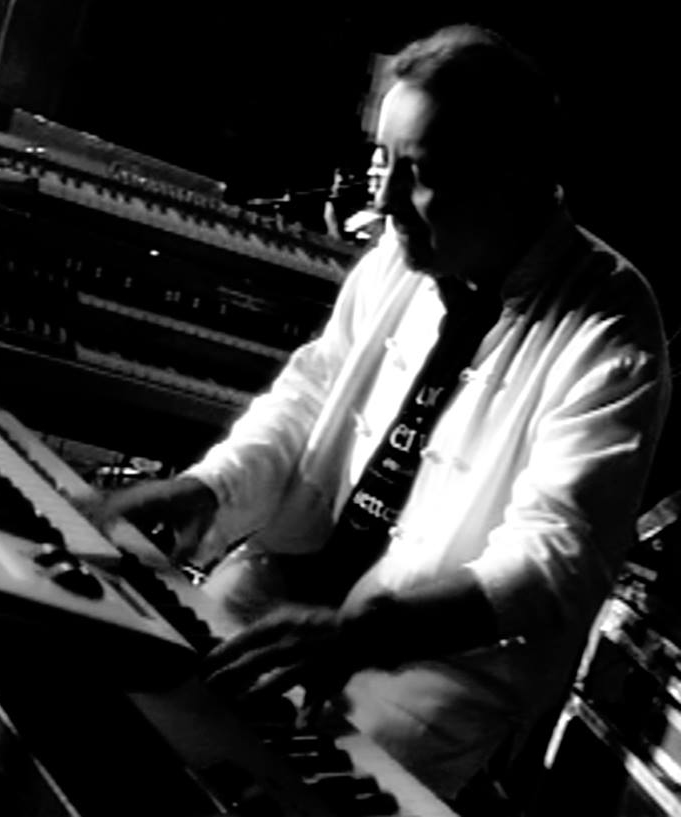
Vitolo alle tastiere

- 2020 - Organismi ((Flyingfingerstales)
- 2023 - Easy Piano Songs (Flyingfingerstales) (Digital Only)

### Partecipazioni
- 1972 - Un 33 targato NA (BBB Records) - La Nuova Generazione
- 1975 - G's Rock/Coming in my mind (RCA) - Giorgio Zito
- 1977 - Burattino senza fili (Ricordi) - Edoardo Bennato
- 1977 - Gente distratta (Numero Uno) - Tony Esposito
- 1977 - Colonna sonora Napoli si Ribella (Grandi Firme della Canzone) - Franco Campanino
- 1978 - Blitz (Cramps) - Eugenio Finardi
- 1978 - La banda del sole (Philips Records) - Tony Esposito
- 1978 - Al volante di una Ford (CBS) - Succo d'arancia e il piccolo Pierfrancesco
- 1978 - Notte chiara (RCA) - Lino Rufo
- 1978 - Laura G./Fà che mi telefoni (RCA) - Lino Rufo
- 1979 - Pino Daniele (EMI) - Pino Daniele
- 1979 - Colonna sonora L'insegnante al mare con tutta la classe (CAM) - Franco Campanino
- 1979 - Roccando rollando (Cramps) - Eugenio Finardi
- 1979 - Ballerina (RCA) - Lino Rufo
- 1980 - Nero a metà (EMI) - Pino Daniele
- 1980 - Sulla terra sulla luna (Philips Records) - Teresa De Sio
- 1980 - Uffà! Uffà! (Ricordi) - Edoardo Bennato
- 1980 - Sono solo canzonette (Ricordi) - Edoardo Bennato
- 1980 - Brigante se more (Philips Records) - Eugenio Bennato & Musica Nova
- 1980 - Many tastes of Santo (Cicogna) - Santo
- 1981 - Festa festa (Fonit cetra) - Eugenio Bennato & Musica Nova
- 1982 - Avitabile (Produttori Associati) - Enzo Avitabile
- 1982 - Teresa De Sio (Philips Records) - Teresa De Sio
- 1983 - È arrivato un bastimento (Ricordi) - Edoardo Bennato
- 1983 - Eugenio Bennato (CGD) - Eugenio Bennato
- 1983 - Bollicine (BMG Ricordi) - Vasco Rossi
- 1983 - Mario Acquaviva (Fonit Cetra) - Mario Acquaviva
- 1983 - Tre (Philips Records) - Teresa De Sio
- 1984 - Zitto Zitto (Cinevox Records) - Enzo Cervo
- 1985 - Cosa succede in città (Carosello) - Vasco Rossi
- 1985 - Ferryboat (EMI) - Pino Daniele
- 1985 - Africana (Philips Records) - Teresa De Sio
- 1985 - Colonna sonora Dulcinea - Don Chisciotte (Cinevox) - Eugenio Bennato
- 1986 - Toledo e regina (Fonit Cetra) - Teresa De Sio
- 1986 - Nuovo Ensemble Mediterraneo (Carosello) - Vito Mercurio
- 1987 - Venezia Istanbul (Meltemi) - Darma
- 1987 - Interface (Gala) - Francesco Bruno
- 1987 - The King of Money (Polygram) - Frank Raya
- 1987 - Zero- Renato Zero
- 1988 - Una città tra le mani (Belriver/Costa Est Music) - Nino Buonocore
- 1988 - Zoo...Logic (Sunset studio) - Zooming on the Zoo
- 1988 - Sindarella suite (Philips Records) - Teresa De Sio
- 1988 - Sotto il vulcano (Blue Angel) - Walhalla
- 1988 - Alhambra (EMI) - Napoli Centrale
- 1989 - C'è il sole (BMG/Ricordi) - Eduardo De Crescenzo
- 1989 - No More Blue (Time Music/BMG) - Roberto Ciotti
- 1989 - Abbi dubbi (Virgin) - Edoardo Bennato
- 1990 - Sabato, domenica e lunedì (EMI) - Nino Buonocore
- 1990 - I ragazzi di ieri (Ricordi) - Peppino Di Capri
- 1991 - Ombre rosse (Philips Records) - Teresa De Sio
- 1991 - Voglia 'e Turnà (CGD/East West Records) - Teresa De Sio
- 1991 - La fila degli oleandri (Fonit Cetra) - Gianni Bella
- 1991 - Cante jondo (BMG/Ricordi) - Eduardo De Crescenzo
- 1991 - Splash Splash (Polixena) - Chattanooga
- 1992 - La naturale incertezza del vivere (EMI) - Nino Buonocore
- 1992 - Colonna sonora Marrakech Express (BMG) - Roberto Ciotti
- 1992 - Road 'n' Rail (Gala Records) - Roberto Ciotti
- 1993 - Gli spari sopra (EMI) - Vasco Rossi
- 1993 - Danza danza (BMG/Ricordi) - Eduardo De Crescenzo
- 1993 - Un po' di più (EMI) - Nino Buonocore
- 1993 - New Age "Floating" Sampler (New sound) - New Age
- 1994 - Se son rose fioriranno (Virgin) - Edoardo Bennato
- 1994 - Single man (Studio Records) - Vittorio Fiorillo
- 1995 - Live (BMG/Ricordi) - Eduardo De Crescenzo
- 1995 - Light & Diesel (Cheyenne Records) - Canoro
- 1995 - Morandi (BMG) - Gianni Morandi
- 1995 - Penziere Mieje (RTI Music) - Luca De Filippo
- 1995 - O' Cuorpe 'e Napule (con il brano "Ischia" da "Piano & Bit") (NPCD) - Compilation AA. VV.
- 1996 - Un po' di noi (BMG/Ricordi) - Sal da Vinci
- 1996 - Ragazzi (Ricordi) - Massimo Caggiano
- 1996 - Finizio (Fonit Cetra) - Gigi Finizio
- 1996 - Sueno (Free Land/New Sounds Multimedia) - Rosario Jermano
- 1996 - Changes (Il Manifesto) - Roberto Ciotti
- 1997 - Fiumi di parole (Columbia) - Jalisse
- 1997 - Sexy Connection (Polydor) - Charlotte Coppola
- 1997 - Eledanca (Edel) - Eledanca
- 1998 - Alti & Bassi (Easy) - Nino Buonocore
- 1998 - Canto per te (Sony Music) - Andrea Mingardi
- 1998 - Solo (EMI Music) - Sal da Vinci
- 1998 - Donna (Remix) (Sony Music) - Marina Rei
- 1998 - Animebelle (Virgin) - Marina Rei
- 1998 - Si potrebbe amare (RTI Music) - Nello Daniele
- 1999 - Andiras (Istrales 001) - Paolo Zicconi
- 1999 - Montana & Sautiva (BMG) - Vertigini
- 1999 - Quante idee sotto i miei cappelli (B.D.S. Edizioni Musicali) - Peppe De Rosa
- 1999 - Verde rosso e blu (CGD/East West Records) - Irene Grandi
- 2000 - Andrea Mazzacavallo (Edel) - Andrea Mazzacavallo
- 2000 - Do del tu anche a Dio (RTI Music) - Nello Daniele
- 2001 - Afferrare una stella (WEA) - Edoardo Bennato
- 2001 - Guerra (Arrojo Records) - Peppe Barra
- 2001 - Colonna sonora La squadra (Edizioni RAI) - M.° Savio Riccardi
- 2001 - Lorca (Lideres) - Lorca
- 2002 - Sarò musica (BRC Italia) - Gianluca Capozzi
- 2002 - Colonna sonora Un posto al sole - Assaje (Edizioni RAI) - Monica Sarnelli
- 2002 - Segesta (Marocco Music/Audioglobe) - Lino Cannavacciuolo
- 2002 - Secondo Luca (BRC Edizioni) - Luca Sepe
- 2002 - Anime candide (Il Manifesto) - Daniele Sepe
- 2002 - Siamo tutti con voi (Asodiritti C.A.M.) - Sciallo
- 2002 - Tren de vuelta (Lideres) - Malanga
- 2002 - Come intendo io (Duck Records) - Gigi Finizio
- 2003 - La vita è un'altra (B&G Records) - Eduardo De Crescenzo
- 2003 - Latin vibe (Antibemusic) - Giacomo Bondi
- 2003 - L'uomo occidentale (WEA) - Edoardo Bennato
- 2003 - Nanas & Janas (NAR) - Marisa Sannia
- 2003 - Mi sento libero (Big Doings) - Filippo Merola
- 2004 - 'A67 (Polosud Records) - 'A67
- 2004 - In parole povere (Microcosmo Dischi) - Joe Barbieri
- 2004 - Truffe & Other Sturiellet' (Vol.2) (Polosud Records) - Daniele Sepe
- 2004 - Com'è grande Enfermidade (Polosud Records) - Jenny Sorrenti
- 2004 - Lazzare felici (Lucky Planets) - Monica Sarnelli
- 2004 - WooDoo Pizza (Cheyenne Records) Demonilla
- 2005 - La fantastica storia del Pifferaio Magico (Warner Music Italia) - Edoardo Bennato
- 2005 - Noi (Indie) - Vito Sirio
- 2005 - Maestridelluomodarme (Maestri Produttori) - Maestridelluomodarme
- 2006 - Musica e Speranza (Universal Records) - Gigi Finizio
- 2006 - Aspettando 'O soul (Duck Records) - Nello Daniele
- 2007 - Evoluzione (Cheyenne Records) Demonilla
- 2009 - Reggae 4 Shashamene Vol. 1 (AXUM)
- 2011 - Io non ho paura di volare (Edel) Roberta Nasti
- 2014 - Reggae 4 Shashamene Vol. 2 (AXUM)
- 2014 - Killing The Classics (CNI MUSIC) Vito Ranucci
- 2014 - Passion Fruit (Graf/full Head) MBarka Ben Taleb
- 2016 - Co' Sanghe(Arealive) James Senese & Napoli Centrale
- 2017 - Vale la pena (Etnagigante) Roy Paci & Aretuska
- 2017 - È fernuto 'o tiempo (AlaBianca) James Senese & Napoli Centrale
- 2018 - Adesso sì -  (Clapo Music) Tiziano Gerosa
- 2018 - Mastodonte  (Fattoria Madre)
- 2018 - Aspettanno 'o tiempo (Ala Bianca Group) James Senese & Napoli Centrale
- 2018 - Pino Daniele Opera (Record ME) Michele Simonelli/Paolo Raffone
- 2019 - Nouvelle Cuisine (Clapo Music e Apogeo Records) Rosario Jermano
- 2021 - Piombo a Blues (Cheyenne Records)
- 2021 - Zito racconta Giorgio Zito (Cheyenne Records)
- 2022 - "Universe" (Universal Music) Luca Rustici
- 2022 - "Reggae 4 Shashamene Vol.3 Reggae a Metà (Axum)
- 2022 - "Entropy" from "EXPERIENCE" Piano&OrchestraDialogues (solo on line)
- 2023 - "EasyPianoSongs" in prossima uscita Contenuto nel libro "Alchemy" (Tempesta Editore)
- 2023 - "Amore e Guerra" Il Tesoro di San Gennaro (Soundfly)
- 2024 - Libidal (La Cellula Records/Maxsound) - Davide Matrisciano
- 2025 - Blues for Pino Osvaldo Di Dio  (Warner)